# Lluís Marsans i Julià
Lluís Marsans i Julià (Barcelona, 1930 - Barcelona, 16 de gener de 2015) fou un pintor d'art contemporani català. El seu treball més conegut és el d'una col·lecció que recrea el món de Marcel Proust en l'obra A la recerca del temps perdut. A partir de 1980 exposa regularment a la galeria Claude Bernard de París.

## Biografia
A conseqüència de la Guerra Civil espanyola va passar la seva infància a París, entre 1936-1940, quan tornà a Barcelona.
El 1947 viatjà a Mèxic i als Estats Units. A Nova York va conèixer a Salvador Dalí, mitjançant la seva amistat amb Ismael Smith Marí, i descobrí l'art contemporani.
Decidí dedicar-se a la pintura, i de tornada a Barcelona, un any més tard, començà a estudiar al taller de Ramon Rogent i Perés. Joan Ponç l'introdí en el treball dels artistes del grup Dau al Set. En aquest període, Marsans s'interessà també per la Bauhaus, i viatjà a Ais de Provença per trobar-hi al seu fundador, en Walter Gropius. En aquest viatge, va visitar una exposició de Cézanne que el farà canviar d'orientació el seu treball.
A començaments de 1950, abandonà el taller de Rogent i continuà en solitari les seves investigacions tècniques i estètiques. Entre 1955-1960, il·lustrà uns textos d'Edgar Allan Poe i col·laborà amb Josep Antoni Coderch. La trobada amb Marcel Duchamp a Cadaqués provocà en Marsans la identificació amb un nou llenguatge plàstic.
A començament del 1960, integrà la figuració i l'art abstracte dins de la seva pintura. La "Suite Pacioli" és el reflex d'aquestes experiències. Aquestes obres de petit format posen en evidència el seu interès per les matemàtiques. Va conèixer el pintor Ramón Gaya.
Entre 1966-1972, després d'un període d'experimentació i d'investigacions pictòriques, enfrontà un tema concret de caràcter literari, "A la recerca del temps perdut" de Marcel Proust. Paral·lelament, treballà la figura humana i començà els dibuixos de flors. El 1972, Marsans presentà per primera vegada la seva obra al públic a la Galeria Trece de Barcelona.
A partir de 1973, abandonà l'abstracció i tornà a la figuració. Començà a pintar paisatges i edità la "Suite anònima" el 1978. El 1980 treballà amb la galeria Jacob de París que edità els gravats de Proust. A partir d'aquesta data exposà regularment a la galeria Claude Bernard de París.
Marsans abordà nous temes figuratius, com ara els temes de la música, de les naturaleses mortes i dels llibres, sempre amb la intenció secreta de treballar la verdadera relació entre les coses. Passà una estada a Venècia i, des de 1995 abordà una pintura més conceptual i esbossos de la figura humana.
Resident a Barcelona i de fe cristiana ortodoxa, va morir el 16 de gener de 2015; fou enterrat al Cementiri del Poblenou (Dep. I, illa 4a, tomba esp. 1).

## Exposicions
- 1972, Galería Trece, Barcelona, les il·lustracions de Proust.[5]
- 1982, Museu Balzac de París, les il·lustracions de Proust.[2]
- 1985, Hirshhorn Museum and Sculpture Garden de Washington.
- 1986, Claude Bernard Gallery, Nova York.
- 1989, Centre d'Exposicions i Congressos, Saragossa.
- 1995, Exposició monogràfica "Del Concepte a la representació", Palau de la Virreina, Barcelona.
- 1997, Galeria Leandro Navarro, Madrid.
- 1997, Sala d'art Artur Ramon, Barcelona.
- 1999, Galerie Claude Bernard, París.